# Wulfila tenuissimus
Wulfila tenuissimus là một loài nhện trong họ Anyphaenidae.
Loài này thuộc chi Wulfila. Wulfila tenuissimus được Eugène Simon miêu tả năm 1896.